# Ducado de Spoleto

El ducado de Spoleto en tiempos de Alboino.

El ducado de Spoleto (en latín: Ducatus Spolitanorum) fue un territorio lombardo independiente o cuasi-independiente fundado hacia el año 570 en Italia central (en la zona de Abruzzo, Italia, al este de Roma) por el duque (dux) lombardo Faroaldo I. 
Con el mar Adriático al este, el ducado de Benevento al sur y rodeado por el exarcado de Rávena bizantino al norte y al oeste (los Estados Pontificios estaban bajo soberanía teórica del Imperio bizantino), la importancia estratégico-militar del ducado de Spoleto parece por lo tanto obvia.

## Organización territorial
Estuvo dividido en diez gastaldías:
- Rieti (sobre Reate la antigua y principal ciudad de los sabinos, sede obispal ahora en el Lacio)
- Marsos (sobre Marruvium, la antigua y principal ciudad de los marsos en la orilla oriental del lago actualmente desecado de Fucino, antigua sede obispal trasladada a Pescina, en los Abruzos)
- Forcona (sobre la antigua ciudad de la tribu sabina de los vestinos, Furconium fue sede obispal hasta la Edad Moderna, situada en las proximidades de Civita di Bagno, ahora en los Abruzos, al sur de la actual L’Aquila)
- Valva (edificada sobre las ruinas de Corfinium -en la actualidad, el pueblo de Corfinio-, la antigua capital de los pelignos, fue sede obispal desaparecida en la Edad Moderna al unirse a la Diócesis de Sulmona, en los Abruzos)
- Penne (sobre la antigua capital de la tribu sabina de los vestinos, Pinna, sede obispal, situada a 20 km al oeste de Pescara, ahora en los Abruzos)
- Spoleto (en Umbría actualmente)
- Nocera (edificada junto a las ruinas de Nuceria Camellaria, ciudad de los umbros, sede obispal y frontera norte del ducado con los bizantinos del Exarcado de Rávena, actualmente en Umbría)
- Nursia (antigua ciudad de los sabinos, patria de San Benito y de su hermana Santa Escolástica, ahora en Umbría)
- Áscoli (antigua ciudad de los picenos, sede obispal, actualmente en las Marcas)
- Camerino (la Gastaldía de Pierosara fue desgajada de la Marca de Camerino, antigua ciudad capital de los Camertes, una tribu de los umbros, sede obispal actualmente en la región de las Marcas)

## Origen lombardo
Los lombardos, una tribu germánica asentada en la llanura panónica, habían invadido el norte de Italia en 568 empujados por los ávaros y habían conquistado mucho de ella a los bizantinos que acababan de derrotar a los ostrogodos, después de 20 años de luchas en las llamadas Guerras Góticas. Establecieron un reino dividido entre varios duques (o jefes guerreros) dependientes del rey de los lombardos, Alboino, que había establecido su trono en Ticinum (Pavía) hacia 572. En los años siguientes se extendieron hacia la Italia central y meridional, conquistando ya en el año 570 el importante nudo de comunicaciones de Spoleto, situado en la Umbría actual. 
Una década de interregno después de la muerte en 574 del sucesor de Alboino, Clefi, dejó a los duques lombardos bien colocados en sus nuevos territorios y absolutamente independientes de los reyes lombardos de Pavía, especialmente los de los territorios meridionales de Spoleto y Benevento (encuadrados durante los periodos que pasaron a un protectorado bizantino dentro de la provincia o thema de Langobardia minor). 
Hacia 575 o 576 Faroaldo I había sometido las ciudades de Nursia (patria de san Benito) y Spoleto, estableciendo su ducado y patrocinando a un obispo arriano. Dentro de Spoleto, el capitolium romano dedicado a Júpiter, Juno y Minerva, fue ocupado por la catedral del obispo (la sede fue fundada en el siglo IV) e incorporó la estructura pagana. La citada catedral es en la actualidad la iglesia de San Ansano. Los duques lombardos restauraron las fortificaciones del alto castillo roquero (rocca), cuyas murallas habían sido desmontadas por el rey ostrogodo Totila durante las Guerras Góticas (535-552).
Los duques de Spoleto emprendieron guerras intermitentes con el bizantino exarcado de Rávena, y los territorios ganados por el ducado lombardo de Spoleto fluctuaron con la fortuna de las armas: a veces avanzaban sobre una buena parte de la Umbría, otras sobre el Lacio, las Marcas o los Abruzos. Nunca tan importante como el ducado de Benevento, el ducado de Spoleto es, sin embargo, un hito importante en la historia del reino lombardo de Italia. Su segundo duque, Ariulfo, realizó frecuentes expediciones contra los bizantinos en Rávena (579-592) y Roma (592). Ariulfo fue sucedido por el hijo de Faroaldo I, Teudelapio, que es citado por la Enciclopedia católica como quien mandó construir el primer edificio de la actual catedral de Spoleto. Después de Teudelapio, los siguientes duques fueron Atto (653), Trasimundo I (663) y Faroaldo II (703), que gobernó conjuntamente con su hermano Waquilap. Faroaldo II capturó Classe, el puerto de Rávena, según la Historia gentis Langobardorum (Historia de los lombardos) de Pablo el Diácono:

En ese tiempo también Faroaldo, el primer dux de los spoletanos, invadiendo Classe con un ejército de lombardos, dejó la rica ciudad despojada y desnuda de todas sus riquezas.
Historia gentis Langobardorum, de Pablo el Diácono 

Faroaldo fue entonces obligado por el rey lombardo Liutprando a devolverla a los bizantinos, lo que parece ser una medida de que el flojo control central de la monarquía lombarda se estaba apretando con Liutprando, por lo menos tal como Pablo el Diácono interpretó estos acontecimientos para sus patrones francos. 
En Spoleto, Faroaldo II fue depuesto por su hijo Trasimundo en 724, que también se rebeló contra el rey Liutprando y formó una alianza con el papa Gregorio III, que lo acogió en Roma en 738. Hilderico, que lo había sustituido como duque por mandato del rey, fue asesinado por Trasimundo en 740, pero en 742 Trasimundo fue obligado por Liutprando a retirarse a un monasterio por la fuerza de las armas, y el rey transfirió el ducado a su sobrino Agiprando (742). A la muerte de Liutprando (744), Spoleto cayó en la órbita del poder central de Pavía, y unos años después Teodicio accedió apaciblemente al ducado en 763. Tres de los duques de Spoleto del siglo VIII fueron reyes de los lombardos, una muestra que en ese periodo el ducado de Spoleto estaba más unido al reino lombardo que el ducado de Benevento.

### Lista de duques lombardos
- 570-591: Faroaldo I
- 591-601: Ariulfo
- 601-653: Teodelapo
- 653-663: Atto
- 663-703: Trasimundo I
- 703-724: Faroaldo II
- 724-739: Trasimundo II (fall. en 745) (1.ª vez)
- 739-740: Hilderico
- 740-742: Trasimundo II (2.ª vez)
- 742-744: Agiprando
- 744-745: Trasimundo II (3.ª vez)
- 745-752: Lupus
- 752: Unulfo
- 752-756: Astolfo  (rey de los Longobardos, 749-756)
- 756-757: Rachis (rey de los Longobardos, 744-749)
- 757-759: Alboino
- 758-759: Desiderio (rey de los Longobardos, 756-774)
- 758-763: Gisulfo
- 763-773: Teodicio
- 774-788: Hildebrando

## Feudo imperial del Sacro Imperio carolingio (776-949)
En 776, dos años después de la caída de Benevento, Spoleto cayó igualmente en poder de Carlomagno, que asumió el título de rey de los lombardos. Aunque concedió el territorio del ducado a la Iglesia, Carlomagno conservó el derecho de nombrar a sus duques, una concesión importante que puede ser comparada con el derecho imperial, hasta mucho más tarde incontestado, de investir a los obispos territoriales del Imperio, y quizás ocasionalmente una cuestión de conflicto entre el emperador y el papado, porque el papa Adriano I había nombrado anteriormente al último duque lombardo de Spoleto, Ildebrando en 774. 
En 842, con Lotario I como  emperador del Sacro Imperio y rey de Italia, el antiguo ducado de Spoleto fue resucitado por los francos para ser convertido en un territorio fronterizo carolingio (una marca) contra la expansión de los catapanes bizantinos del sur de Italia. Esta marca estaría gobernada por un marqués dependiente del Imperio. Entre los más importantes duques francos de su tiempo estuvo Guido I, hijo de Lamberto I de Spoleto y de su segunda esposa, Adelaida de Lombardía, que a su vez era hija de Pipino de Italia, rey de Italia e hijo mayor de Carlomagno. Lamberto I fue en 834 el primero de los Guidoni en alcanzar el poder en Spoleto, sustituyendo a los duques supónidas entronizados en la década del 820 por los emperadores carolingios.
Guido I estuvo casado con Ita, hija de Sico de Benevento y apoyó a su cuñado Siconulfo de Salerno, primer príncipe de Salerno en la guerra civil que dividió al Principado de Benevento en 850. Guido I, que recibió el ducado de Spoleto (como duque y conde de Spoleto y señor de los Abruzos) del emperador Lotario I en 842, lo legó hacia 860 a su hijo mayor Lamberto I de Spoleto como duque de Spoleto-Camerino. Lamberto se rebeló contra el emperador Luis II el Joven y capturó Capua en 866 luchando contra los sarracenos, donde se instaló como príncipe de Capua. En 867 saqueó Roma luchando contra el papa Nicolás I y en 871 fue capturado por el emperador Luis II el Joven y depuesto. El siguiente emperador, Carlos el Calvo, reinstaló en 876 a Lamberto I como duque de Spoleto y su hermano Guido III recibió la señoría de Camerino, que fue convertida en ducado. Lamberto, peleando de nuevo contra el Papado, entró en Roma en 878, capturó al papa Juan VIII y fue finalmente excomulgado por este. A su muerte en 880 le sucedió en el ducado de Spoleto su hijo Guido II de Spoleto, que en 883 lo legó a su tío: Guido III reunificó el ducado, en adelante denominado ducado de Spoleto y Camerino, con el título de “duque y marqués” (dux et marchio). Guido III se casó con Ageltrudis, hija de Adalgiso de Benevento, con la que tuvo un hijo llamado Lamberto. Después de la muerte del emperador Carlos III el Gordo en 888, ambos llegaron a ser reyes de Italia y emperadores carolingios, el primero en febrero del año 889 en Pavía investido como rey de Italia y el 28 de febrero de 891 consagrado como emperador del Sacro Imperio por el papa Esteban V, y el segundo, a la muerte de su padre en diciembre de 894 (aunque asociado a ambos tronos, como correy de Italia en mayo de 891 y como coemperador, probablemente, el 23 de febrero de 892, por el papa Formoso).  
El último duque y marqués de Spoleto y Camerino de la familia de los Guidoni, Guido IV de Spoleto, recibió de su tío-abuelo, el emperador Guido, el título hacia el año 888. Expulsó a los bizantinos de Benevento en 895, estableciéndose a sí mismo como príncipe de Benevento, principado que ofreció a Guaimario I de Salerno, príncipe de Salerno pariente político suyo al estar casado con Ita, una hermana de Guido III. 
Guido IV fue asesinado en 897 en Roma, por su sucesor en el ducado Alberico I de Spoleto, un noble franco que acompañó a Italia a Carlos el Calvo desde Francia Occidentalis cuando sucedió como rey de Italia y emperador del Sacro Imperio a Luis II el Joven. Los nuevos duques de Spoleto continuaron interviniendo en la política de Roma de forma violenta, en el periodo conocido en la historia del Papado como pornocracia. Alberico I, de la familia dinástica romana de los condes de Túsculo, se convirtió en duque y marqués de Spoleto y Camerino en 897, y se casó en 909 con una notoria noble romana llamada Marozia, amante del papa Sergio III (904 – 911) con el que tuvo un hijo, legitimado por Alberico I, que también llegó a ser papa con el nombre de Juan XI. Alberico I fue asesinado por los romanos en 924. Su hijo Alberico II derrocó a su madre Marozia, la Donna Senatrix de Roma, en 932, mientras su hijo (y hermanastro de Alberico II) era el papa Juan XI. Ocupados por la política romana que ligó los destinos del ducado de Spoleto a los Estados Pontificios, estos dos últimos duques se desentendieron de su ducado de Spoleto y Camerino, que empezó a descomponerse en condados semiindependientes gobernados por familias nobiliarias locales, nobles emigrados francos y, en algunas ciudades con sedes obispales, por obispos-condes: tales son los casos de los condes de los Marsos que dominaron los Abruzos occidentales (las antiguas gastaldías de los Marsos, Forcona o Valva), luchando con éxito contra las invasiones sarracenas hasta que fueron sometidos a mediados del siglo XI por los normandos, o del obispo-conde de Áscoli, etc. En 949 Berengario II de Italia, pretendiente al reino de Italia, retomó Spoleto de su último marqués y puso al ducado bajo el poder del rey de Italia.

### Lista de duques francos o imperiales
- 789-822: Guinigisio I
- 822-824: Suppone I
- 824: Adelardo de Spoleto
- 824: Mauring
- 824-834: Adelchi I
- 834-836: Lamberto I de Nantes
- 836-841: Berengario de Spoleto
- 842-858/860: Guido I
- 860-871: Lamberto I de Spoleto
- 871: Suppone II Conte de Camerino, suegro del rey Berengario I
- 871-874: Suppone III  cuñado del margrave Eberardo del Friuli
- 875-879: Lamberto I de Spoleto (2.ª vez)
- 880-883: Guido II
- 883-889: Guido III
- 889-897: Guido IV  (duque de Benevento 895-897)

## Feudo imperial en el Sacro Imperio Romano Germánico (949-1201)

Mapa de Italia mostrando el ducado de Spoleto tal y como aparecía hacia el año 1000 de nuestra era.

Poco después, el nuevo emperador y renovador del Sacro Imperio, Otón I separó del ducado de Spoleto las tierras llamadas Sabina Langobardica y lo ofreció a la Santa Sede. A partir de entonces el control del ducado de Spoleto se convirtió cada vez más en un regalo ofrecido por los emperadores del Sacro Imperio Romano Germánico. Así, en 967, el coemperador Otón II unió brevemente el ducado de Spoleto con el Principado de Capua y el de Benevento, que estaban entonces gobernados por Pandulfo I Testa di Ferro; después de la muerte de Pandulfo I él separó Spoleto del conjunto de principados lombardos bajo la soberanía del Sacro Imperio, que fue concedido por Otón III en 989 a Hugo, marqués de Toscana. Pero, para evitar la posición de gran poder que acumulaba en Italia central, fue poco después desposeído del mismo (996). Con el ascenso del poder normando en el sur de Italia, el ducado de Spoleto perdió la mitad de su territorio cuando los Abruzos fueron conquistados por los normandos a mediados del siglo XI. Por esas fechas, lo que quedaba del ducado (en la Umbría y las Marcas) fue unido de nuevo a la Marca de Toscana por segunda vez en 1057 por el papa Esteban IX (de nombre Federico de Lorena), cuando asoció el ducado de Spoleto a su hermano mayor Godofredo de Lorena, marqués de Toscana por su matrimonio con Beatriz, la viuda del anterior marqués Bonifacio III. Spoleto permaneció unido a Toscana hasta la muerte de la sucesora de ambos, la famosa condesa Matilde de Toscana.
Durante la Querella de las Investiduras con el papado, el emperador Enrique IV nombró otros duques de origen germano para Spoleto. Más tarde (1093), el ducado estuvo en manos de la familia de los Guarnieri, Margraves de Ancona, Werner II de Urslingen, que desgajaron la Marca de Camerino del ducado de Spoleto para añadirla a la de Ancona (estos territorios han formado actualmente la región italiana de las Marcas). La ciudad fue destruida en el marco de los conflictos entre güelfos y gibelinos por el emperador Federico I Barbarroja en 1155, pero fue pronto reconstruida. En 1158 el emperador Barbarroja concedió lo que quedaba del ducado de Spoleto, reducido a sus territorios de Umbría, a su primo el marqués de Toscana Güelfo VI, de la Casa de Welfen; el siguiente emperador Enrique VI invistió en 1195 por segunda vez al conde de Asís Conrado I de Urslingen con el ducado de Spoleto, pues previamente su padre, el emperador Federico I Barbarroja había instalado al de Asís en Spoleto hacia 1183 hasta que fue expulsado del ducado por el partido güelfo en 1190; poco después de la muerte del emperador Enrique VI, hacia 1198, el ducado fue cedido al papa Inocencio III por Conrado, pero entonces Spoleto fue ocupado por el siguiente y único emperador del Sacro Imperio de la Casa de Welfen, Otón IV de Brunswick (a pesar de haberlo ofrecido como regalo al papa), que hacia 1209 nombró duque de Spoleto a su hombre fuerte en Italia, el conde de origen suabo Dipoldo de Acerra.
- 898-922: Alberico de Spoleto
- 923-928: Bonifacio I de Spoleto
- 924-928: Pietro de Spoleto
- 929-936: Teobaldo de Spoleto
- 937-940: Anscario II margravio de Camerino e Spoleto , hermano del rey Berengario II
- 940-943: Sarlione
- 943-946: Uberto de Spoleto
- 946-953: Bonifacio II de Spoleto
- 953-959: Teobaldo II
- 959-967: Trasimondo III
- 1205: Conrado de Ivrea , conde de Camerino y Spoleto (966-1001), hijo del rey Berengario II
- 967-981: Pandolfo I Testadiferro   (duque de Benevento 943-981)
- 982-989: Trasimondo IV  (duque de  Camerino)
- 999- ?: Ademaro
- 1003- ?: Romano
- 1010-ca. 1020: Ranieri de Toscana   († 1027) (marqués de Toscana 1014-1027)
- ca. 1020-1035: Ugo II
- 1036-1043: Ugo III
  - Marquesado de Toscana (1043-1056)
- 1205: Goffredo III de Lorena  1057-1070
  - al Marquesado de Toscana (1070-1082)
- 1205: Ranieri II  1082-1086
  - Marquesado de Toscana (1086-1093)
- 1205: Guarnieri II 1093-1119  (Margraviato de Ancona)
  - Marquesado de Toscana (1119-1171)
- 1205: Ridelulfo  1172- ?
- 1177-1198: Conrado I de Urslingen
- 1190-1195: Pandolfo II

## Feudo papal (1213-1860)
Otón IV ofreció los derechos imperiales sobre el ducado de Spoleto como regalo a los Estados Pontificios en 1201 y poco después (1213), el ducado fue puesto bajo el gobierno directo del papa, que fue nombrando gobernadores al frente del ducado, generalmente eclesiásticos con rango de cardenal, pero también seculares a los que intitulaban duques de Spoleto. El ducado continuó siendo un peón en las luchas de emperador del Sacro Imperio Federico II Hohenstaufen con el papado, en manos de los Guarnieri de Ancona (los papas nombraron sucesivamente a los hijos de Conrado I de Urslingen: Rainaldo, Conrado, Bertoldo y por segunda vez a Rainaldo después de la muerte del emperador Federico II), hasta la extinción de los Hohenstaufen del trono del Sacro Imperio Romano Germánico.
- 1205: Enrico de Urslingen, hijo de Conrado I de Urslingen
- 1198-1205: Conrado II de Urslingen, hermano de  Enrico
- 1209-1223: Leopoldo de Acerra
- 1223-1230: Rainaldo de Urslingen, hermano de Corrado
- 1227-1267: Corrado Guiscardo de Urslingen, hijo de  Corrado
- 1251-1276: Bertoldo de Urslingen, sobrino de Rainaldo
- 1251-1276: Rainaldo II de Urslingen, hermano de Bertoldo

## Final
Cuando en 1860 se produjo la inclusión de los territorios del original ducado lombardo de Spoleto en el Reino de Italia, inclusión auspiciada por la Casa de Saboya que comandaba el proceso de Unificación de Italia, dichos territorios estaban repartidos entre los Estados Pontificios (el propio Spoleto umbro y la Marca de Camerino) y el Reino de las Dos Sicilias borbónico (los Abruzos, anexados al Reino de Sicilia normando desde finales del siglo XI). 
El título del ducado de Spoleto fue utilizado a partir de entonces por los miembros de la Casa de Saboya, como por ejemplo a principios del siglo XX, el cuarto duque de Aosta (nieto del rey de España Amadeo de Saboya), Aimone de Saboya que a los cuatro años de edad recibió el título vitalicio de “duque de Spoleto”.